# Hallesche Monolithbauweise

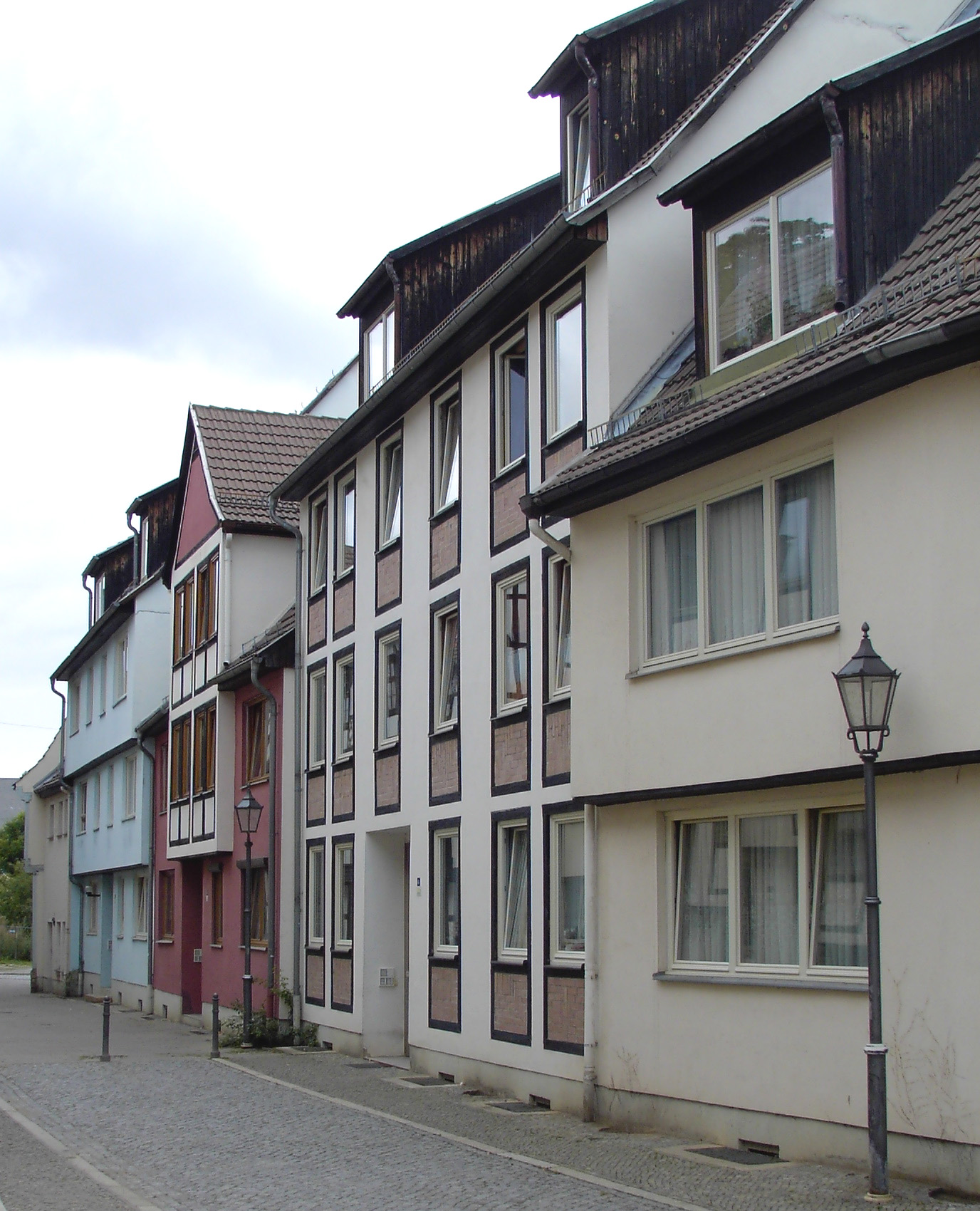
Typ Quedlinburg in der Quedlinburger Schmalen Straße

Die Hallesche Monolithbauweise (HMB) ist eine vom Wohnungsbaukombinat des Bezirks Halle (DDR) in den 1970er Jahren entwickelte Bauweise, die das Bauen mit industriell vorgefertigten Bauteilen (Plattenbauweise) mit dem Tunnelschalverfahren kombiniert. Sie ist eine Anpassung an DDR-Normen der Lizenz der schwedischen Allbetonbauweise. Der Deal wurde auf einer Konferenz in Schweden durch Richard Paulick eingefädelt. Die tragende Konstruktion (Wände und Geschossdecken) der Häuser werden dabei vor Ort betoniert (Tunnelschalverfahren) und anschließend nicht tragende Außenwandelemente, Treppen, Loggien als Fertigteile montiert. Später wird eine Entwicklung abgeleitet für das Bauen in beengten Innerstädtischen Bereichen mit einem erhöhten denkmalpflegerischen Anspruch, die Hallesche Monolithbauweise Typ Quedlinburg (HMBQ). Hier wird wie bei der HMB ein in Lücken von historischen Altstädten eingepasste Ortbetonbau im Tunnelschalverfahren angewandt, während die Fassade in traditioneller Bauweise hergestellt wird um sie dem Ortsbild flexibler und kostengünstiger Anpassen zu können.

## Vorkommen
Die HMB wurde vor allem beim Bau von Halle Neustadt eingesetzt zum Bau der bekannten Scheiben im Zentrum sowie Hochhäusern.  
Bei  wenigen innerstädtischen Neubauvorhaben im Bezirk Halle wie die historische Innenstadt von Quedlinburg (Harz) wurde sie zum Typ Quedlinburg (HMBQ) verwendet.